# Landet bortom lagen
Landet bortom lagen (originaltitel: Dodge City) är en amerikansk westernfilm från 1939 i regi av Michael Curtiz. Den är filmad i technicolor. I Sverige blev filmen först totalförbjuden av filmcensuren, men fick premiär sedan 103 meter klippts bort.

## Handling
Wade Hutton tar jobbet som sheriff i staden Dodge City. Han börjar rensa upp i den laglösa och osäkra staden tillsammans med invånarna. Det största hotet är Jeff Surrett och hans gäng.

## Rollista
- Errol Flynn - Wade Hatton
- Olivia de Havilland - Abbie Irving
- Ann Sheridan - Ruby Gilman, saloonsångerska
- Bruce Cabot - Jeff Surrett
- Frank McHugh - Joe Clemens, tidningsredaktör
- Alan Hale - Rusty Hart
- John Litel - Matt Cole
- Henry Travers - Dr. Irving
- Henry O'Neill - Dodge
- Victor Jory - Yancey
- William Lundigan - Lee Irving
- Guinn 'Big Boy' Williams - Tex Baird
- Bobs Watson - Harry Cole
- Gloria Holden - Mrs. Cole
- Douglas Fowley - Munger
- Georgia Caine - Mrs. Irving
- Charles Halton - Surretts advokat
- Ward Bond - Bud Taylor
- Cora Witherspoon - Mrs. McCoy
- Russell Simpson - Jack Orth
- Monte Blue - John Barlow